# Loni
Loni là một thị xã và là một nagar panchayat của quận Ghaziabad thuộc bang Uttar Pradesh, Ấn Độ.

## Địa lý
Loni có vị trí 28°45′B 77°17′Đ / 28,75°B 77,28°Đ Nó có độ cao trung bình là 203 mét (666 feet).

## Nhân khẩu
Theo điều tra dân số năm 2001 của Ấn Độ, Loni có dân số 120.659 người. Phái nam chiếm 54% tổng số dân và phái nữ chiếm 46%. Loni có tỷ lệ 49% biết đọc biết viết, thấp hơn tỷ lệ trung bình toàn quốc là 59,5%: tỷ lệ cho phái nam là 57%, và tỷ lệ cho phái nữ là 40%. Tại Loni, 20% dân số nhỏ hơn 6 tuổi.